# A Hand of Bridge

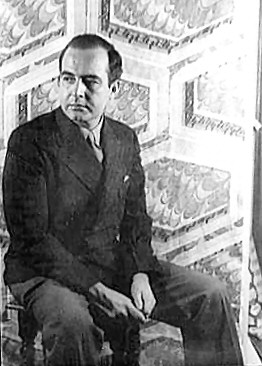
Samuel Barber

A Hand of Bridge, opus 35, är en opera i en akt med musik av Samuel Barber och libretto av Gian Carlo Menotti. Det är förmodligen den kortaste opera som regelbundet uppförs: den varar omkring nio minuter. Den hade premiär den 17 juni 1959 på Teatro Caio Melisso i samband med Menottis Festival dei Due Mondi i Spoleto. Den amerikanska premiären ägde rum året därpå. Operan består av två olyckliga par som spelar ett parti bridge under vilket var och en har en arietta i vilken hen uttrycker sina innersta önskningar.

## Personer
| Roller                             | Stämma      | Premiärbesättning, 17 juni 1959 (Dirigent: Robert Feist) |
| ---------------------------------- | ----------- | -------------------------------------------------------- |
| David, en framgångsrik affärsman   | baryton     | René Miville                                             |
| Geraldine, hans medelålders hustru | sopran      | Patricia Neway                                           |
| Bill, en advokat                   | tenor       | William Lewis                                            |
| Sally, hans hustru                 | mezzosopran | Ella Miville                                             |

## Handling och musik
Kontraktet börjar med att Bill spelar ut 5♥ efter att motståndarna bjöd ♣. Sångarna börjar var och en uttrycka sina innersta tankar. Vare arietta avslöjar personernas ofullbordade drömmar och isoleringar även tillsammans med älskande och vänner.
I kapitel tre av avhandlingen Musical Narrative in Three One Act Operas with Libretti by Gian Carlo Menotti: A Hand of Bridge, The Telephone, and Introductions and Goodbyes beskriver Elizabeth Lena Smith operan som en uppdelning i fyra ariettor vilka är sammanbundna av "kortspelet". Allt för att skapa en gemensam tråd och särskilja ariettorna i tre delar med samma längd för att avspegla varje persons yttre "pokerface".
Kortspelet är starkt påverkat av jazz med häftiga rytmer och vad Smith kallar en "kvasi-gående basgång". Musiken består av tonhöjder indelade i trioler. Detta tillåter temat att komplettera ariettornas olika stilar.

### Sally
Sally är frustrerad över att bli träkarl ("Once again I'm dummy, forever dummy!"). Hon minns en hatt med påfågelsfjädrar som hon såg i fönstret till Madame Charlottes shop samma morgon och hur hon önskade köpa den, vilket återupprepas genom hela ariettan"I want to buy that hat of peacock feathers!"  Hon tvekar om hon inte hellre skulle vilja ha två andra; en röd med en sköldpaddsrosa ros och en beige med fuchsiaband, innan hon återgår till att vilja ha den med fjädrarna.
Sallys arietta är tvådelad där den första karaktäriseras av ett upprepat åttanotstema till orden “I want to buy that hat of peacock feathers!” Sånglinjen sjungs till pulserande triloer i E-Dur och B-Dur. Den andra delen skiftar från en bitonal variation av en melodi i Cess-Dur över ett ackompanjemang i Ass-Dur innan temat återvänder till originalets åttnotstema.

### Bill
Sally make Bill oroar sig över hustruns utbrott över att bli träkarl är dubbeltydigt och att hon kanske har upptäckt hans affär med en annan kvinna vid namn Cymbaline. Han beskriver älskarinnan med "andedräkt med doft av geranium" och blont hår. Han fortsätter sin monolog med att svartsjukt undra vad hon gör i natt (”Is it Christopher, Oliver, Mortimer, Manfred, Chuck, Tommy, or Dominic?”) och att ångra att han gifte sig med Sally i stället för henne. Bills arietta slutar med att Sally säger: ”The Queen, you have trumped the Queen!” 
Bills arietta består huvudsakligen av trioler skapande en romantisk vals som återspeglar hans affär med älskarinnan. Mot slutet av hans monolog gestaltas hans förbjudna lustar av förminskade intervaller över orden “strangle in the dark!”

### Geraldine
Geraldine undrar över varför Bill är så distraherad och kommer fram till att orsaken varken är hans hustru (som hon beskriver som hans "sedan länge försakade drottning") eller henne själv med vilken han brukade tåflörta under bordet. Hennes inre monolog är sorgsen och hon frågar sig själv vem som älskar henne och vem hon älskar. Hon gör en lista på personer som hon vet inte älskar henne: "den dåraktige hjärterknekten" som är Bill, "min mäklarmake" som är maken David och deras "fotbollson". Sedan sörjer hon över sin dåliga relation med sin döende mor och ber att hon inte ska dö nu när hon "börjar lära sig vad kärlek är".
Geraldines klagan är tonsatt i G-Dur med antydningar till modala tonarter ackompanjerande ett tema i B-Dur. Ariettans enda stabila punkt handlar om Geraldines sjuka mor där musiken stannar upp i B-Dur och rytmen ändras från 3/2 till 4/2 innan musiken återgår till melodin i G-Dur.

### David
David, Geraldines make, uttrycker sin klagan över hur olycklig han är med sitt liv och konstaterar att hans gravskrift ska vara: "Arbetade för mr Pritchett varje dag och spelade bridge med Sally och Bill varje natt." Sedan fantiserar han över vad han skulle göra om han var rik eller rikare än sina chefer som han hatar och avundas. Han drömmer om ett liv i Palm Beach som "Hjärter kung" med tjugo nakna flickor och pojkar som "tar hand om alla hans begär". Hans fantasier föder idén om sexuella experiment med en referens till "alla kända perversioner" från en bok av Havelock Ellis, som han har gömt från hustrun bakom ett omslag av Who’s Who. I slutet förlikar han sig med tanken att han inte kunde leva ett sådant liv även om han var rik. Han skulle ändå fortsätta med att spela bridge varje kväll med Sally och Bill.
Davids arietta är tonsatt till en pentatoniska melodi med tonhöjderna G-A-B-D-E med E och B som pedaloner vilket ger en stark dragning till e-moll. Känslan av exotism skapas medelst en skala av semitoner med tonhöjderna B och C. Smith menar att kompositionen alluderar till Davids förbjudna och förtryckta sexuella natur.

## Premiärer
Den första föreställningen gick av stapeln på Menotti’s Festival dei Due Mondi i Spoleto den 17 juni 1959 på Teatro Caio Melisso med Robert Feist som dirigent.
Premiären i USA inträffade året där på den 6 april 1960 i New York på Mannes College of Music’s Fashion Institute of Technology Auditorium med The Orchestra of the Mannes College of Music och Carl Bamberger som dirigent.

## Trivia
- Andy Warhol, god vän till Barber, skapade framsida till operans libretto.[15]
- I librettot listar Menotti en del personer som ingick i vänkretsen kring honom och Barber:
  - I Bills lista över Cymbalines tänkbara älskare återfinns Christopher Beatty (Barbers systerson), arkitekten Manfred Ibel, Charles Turner (Barbers elev), dirigenten Thomas Schippers och Dominic (son till Barbers granne Hoime Chereau).
  - Geraldine är en direkt hänvisning till Barbers syster Sarah som hade en skakig relation med deras moder.
  - Bill är en karikatyr av en av Barbers grannar, en affärsman som gömde sig bakom en fasad av religiös moral.[16]